# Латков, Александр Афанасьевич
Латков Александр Афанасьевич (1863 — 24 июня 1949) — русский архитектор, реставратор.

## Биография
Родился в 1863 году. В 1885 году окончил Московское училище живописи, ваяния и зодчества. За учебный проект классической гимназии был удостоен Большой серебряной медали, что давало право на получение звания классного художника архитектуры.
В 1883 году получил звание классного художника архитектуры. С конца XIX века в течение 20 лет являлся архитектором Троице-Сергиевой Лавры. В 1892 году работал архитектором Санкт-Петербургского общества страхования от огня имуществ, пожизненных доходов и денежных капиталов. В 1901 году избран секретарём Московского архитектурного общества (МАО). С 1914 года являлся членом-корреспондентом Московского археологического общества. В 1918 году участвовал в реставрационных работах в Московском Кремле. Проектировал в основном церковные постройки в русском стиле.

## Работы
В Сергиевом Посаде им построены многочисленные здания Лавры:
- Странноприимный дом Лавры (1892, к чествованию 500-летия Памяти Преподобного Сергия Радонежского)[2]
- Больничный корпус (1890-е годы) (ныне используется как семинарский корпус Московской Духовной академии)

9 марта 1893 года Управляющий Московской Митрополией викарный епископ Дмитровский Александр (Светлаков) (11.1.1892 — +8.10.1894) утвердил проект архитектора А. А. Латкова по сооружению нового здания для лаврской больницы и богадельни. А 18 марта того же года проект А. А. Латкова был одобрен Строительным Отделением Московского Губернского Правления, которое «нашло этот проект в техническом отношении составленным правильно и работы согласно оному могут быть допущены». И 31 мая 1893 года с архитектором А. А. Латковым Учрежденный собор Лавры заключил условие на исполнение проекта и технического надзора за постройкой больницы-богадельни.

- Фабрика игрушек (Больница для заразных), (1894—1896)
- Жилой дом (Арендный дом Лавры) (1910—1914)
- Торговые ряды Лавры (1902)
- Торговые лавки Лавры (1894, 1906)
- Пафнутьев сад Лавры (нач. XX века)
- Кузница конного двора (1890-е годы)
- Колокольня Пустыни Святого Параклита (1896—1898)
- Колокольня, архитектурный ансамбль, ограды Гефсиманского Черниговского скита (1912)[4],[5]
- Ограда Вифанского монастыря (1903—1905, не сохр.), трёхэтажная гостиница близ монастыря (1893)[6]

в Москве
- Придел ц. Покрова в Братцеве (1887)
- Часовня Проща Спасо-Андроникова монастыря (1889—1890)[7],[8]
- Доходный дом по Трубной улице, 22/1 (1890-е)
- Ризница собора Ивановского монастыря (1895)
- Жилой корпус и трапезная (1898—1908, не сохр.) Головинского монастыря
- реконструкция Храма Алексия человека Божия в Красном селе, ц. Покрова в Красном селе (1902)[9]
- Колокольня Казанского Головинского монастыря (1911, Кронштадтский бульвар, 33)
- Доходный дом Подворья Троицкой Сергиевой Лавры в Москве (Троицкое подворье) (1915)[10],[11]
- Домовая церковь приюта купца Лямина на Большой Ордынке (разрушена во время бомбардировки 1941 года)[12],[13]
- Перестройка часовни Знаменского монастыря (не сохр.)
- Дом причта ц. Троицы в Листах

Кроме того, им сооружены:

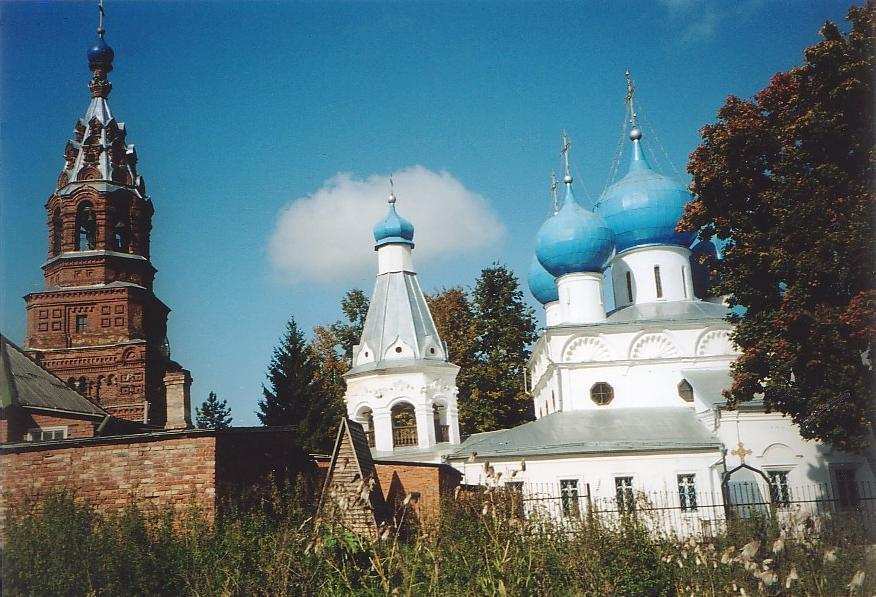
Троицкая церковь в Чашниково

- Надвратная колокольня Троицкой церкви и церковно-приходская школа в Чашниково (1895)[14]
- Дом училища для мальчиков при часовне в деревне Рязанцы Дмитровского уезда (1898)[15],[16]
- Колокольня в Кудинове Богородского уезда (1900)
- Храм Успения Пресвятой Богородицы в Князе-Владимирском монастыре Подольского уезда (1900)[17],[18]
- Никольский собор, келейный корпус, просфорная в Хотьковском монастыре (1899—1906).[19],[20],[21] Являются объектами культурного наследия федерального значения.[22]

Не осуществлены проекты:
- Александро-Невского собора[23]
- Никольских рядов